# Conocybe dentatomarginata
Conocybe dentatomarginata är en svampart som beskrevs av Watling 1980. Conocybe dentatomarginata ingår i släktet Conocybe och familjen Bolbitiaceae.   Inga underarter finns listade i Catalogue of Life.